# Krępowanie stóp

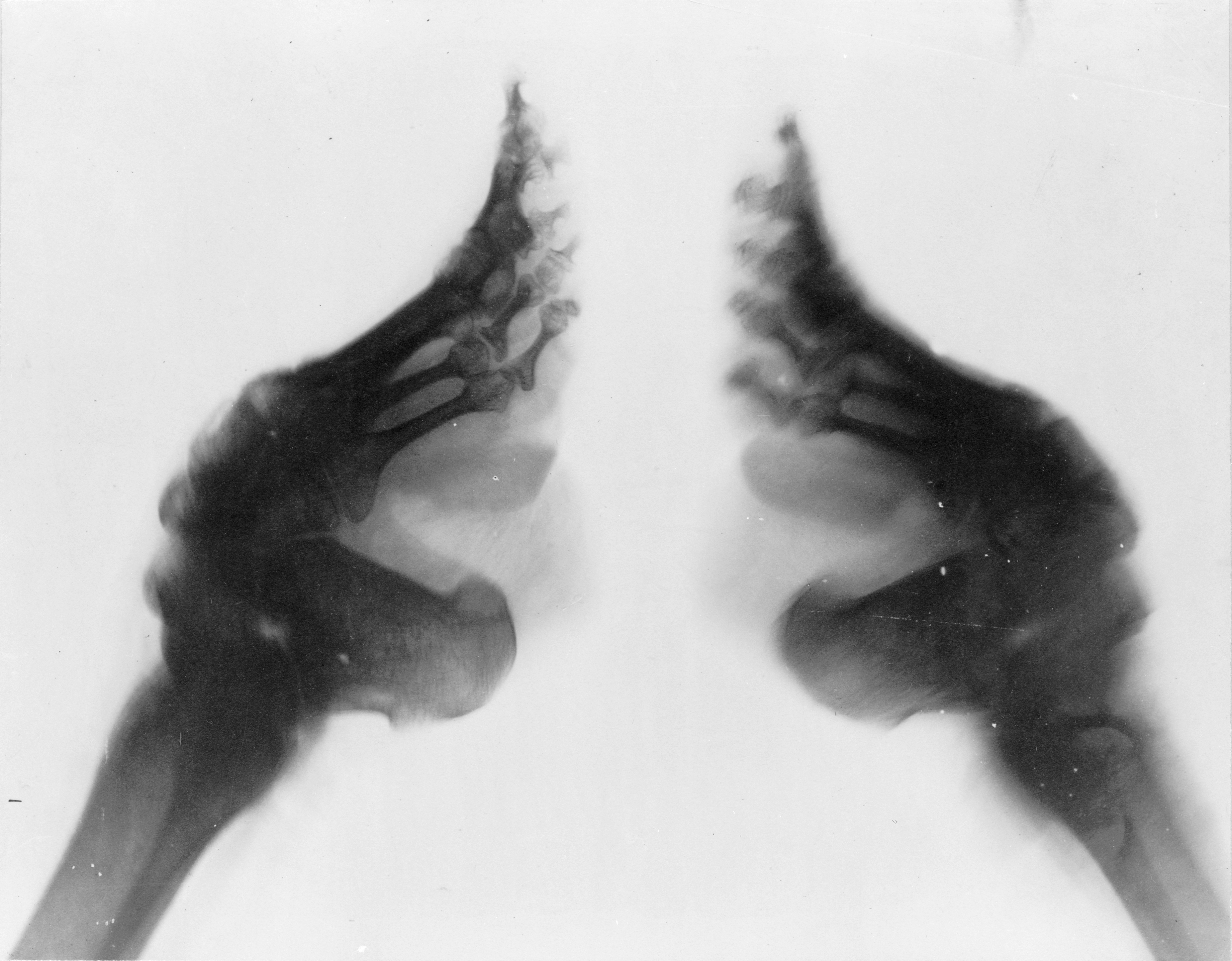
Zdjęcie rentgenowskie krępowanych stóp.

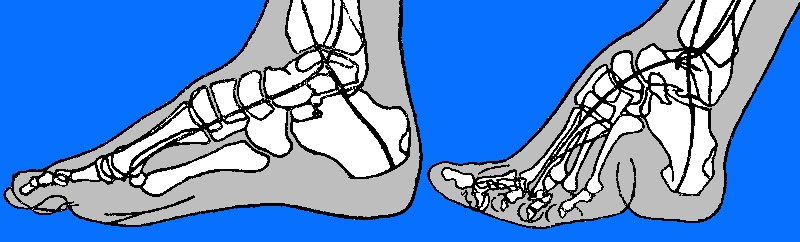
Porównanie zdrowej i zdeformowanej stopy

Krępowanie (bandażowanie) stóp – chiński zwyczaj kultywowany od ok. X do początków XX wieku, polegający na bandażowaniu stóp dziewcząt, celem ich skrócenia i deformacji prowadzących do pożądanego efektu estetycznego. Krępowanie stosowano początkowo u dziewcząt z wyższych klas społecznych, od których nie wymagano wykonywania intensywnych prac fizycznych. Obyczaj, który był wyznacznikiem statusu społecznego, przyjął się z czasem również wśród klas niższych. Za czasów ostatniej dynastii, Qing (1644–1912), rozpowszechniony był wśród wszystkich warstw społecznych, szczególnie na północy kraju. Krótkie stopy były w Chinach symbolem wytworności i zapewniały właścicielce dobre zamążpójście. Krępowanie miało także podtekst erotyczny, na co zwrócił uwagę również Zygmunt Freud, dostrzegając w nim fetyszyzm.
Ze względu na to, że krępowanie okaleczało kobiety i niosło wiele cierpienia, obyczaj był krytykowany, szczególnie intensywnie na początku XX wieku. Po powstaniu Republiki Chińskiej w 1912 roku zabieg został zakazany. Po utworzeniu Chińskiej Republiki Ludowej w 1949 roku całkowicie go wypleniono. W Chinach wymarło już niemal całkowicie ostatnie pokolenie kobiet, które poddawano krępowaniu stóp.

## Legenda i geneza
Praktyka krępowania stóp pojawiła się za czasów południowej dynastii Tang z X wieku. Według legendy zapoczątkowała go konkubina Yao Ning na dworze cesarza Li Houzhu (935–978), która ciasno owinęła sobie stopy jedwabiem, dzięki czemu wyglądały one na drobniejsze, a jej ruchy nabrały niezwykłej gracji. Cesarz faworyzował ją, bo zachwycił się jej tańcem. Legenda mówi, że tańczyła wewnątrz złotego lotosu o wysokości sześciu stóp, wyłożonego wewnątrz nefrytem i drogimi kamieniami. Inne, zazdrosne kobiety w haremie władcy również zaczęły krępować sobie stopy.
W XII wieku praktyka była już powszechna wśród wyższych klas w Chinach. Nie była ona wówczas jeszcze tak okrutna, jak u schyłku epoki Qing (1644–1912), kiedy krępowanie niemal całkowicie uniemożliwiało kobietom poruszanie się na dalsze odległości i musiały one – o ile ród było na to stać – korzystać z lektyki. Modę na krępowanie stóp poprzedził o kilka wieków obyczaj zamykania kobiet w domach, oraz ograniczania ich podróży do rzadkich wizyt u krewnych oraz w świątyniach.

## Zabieg

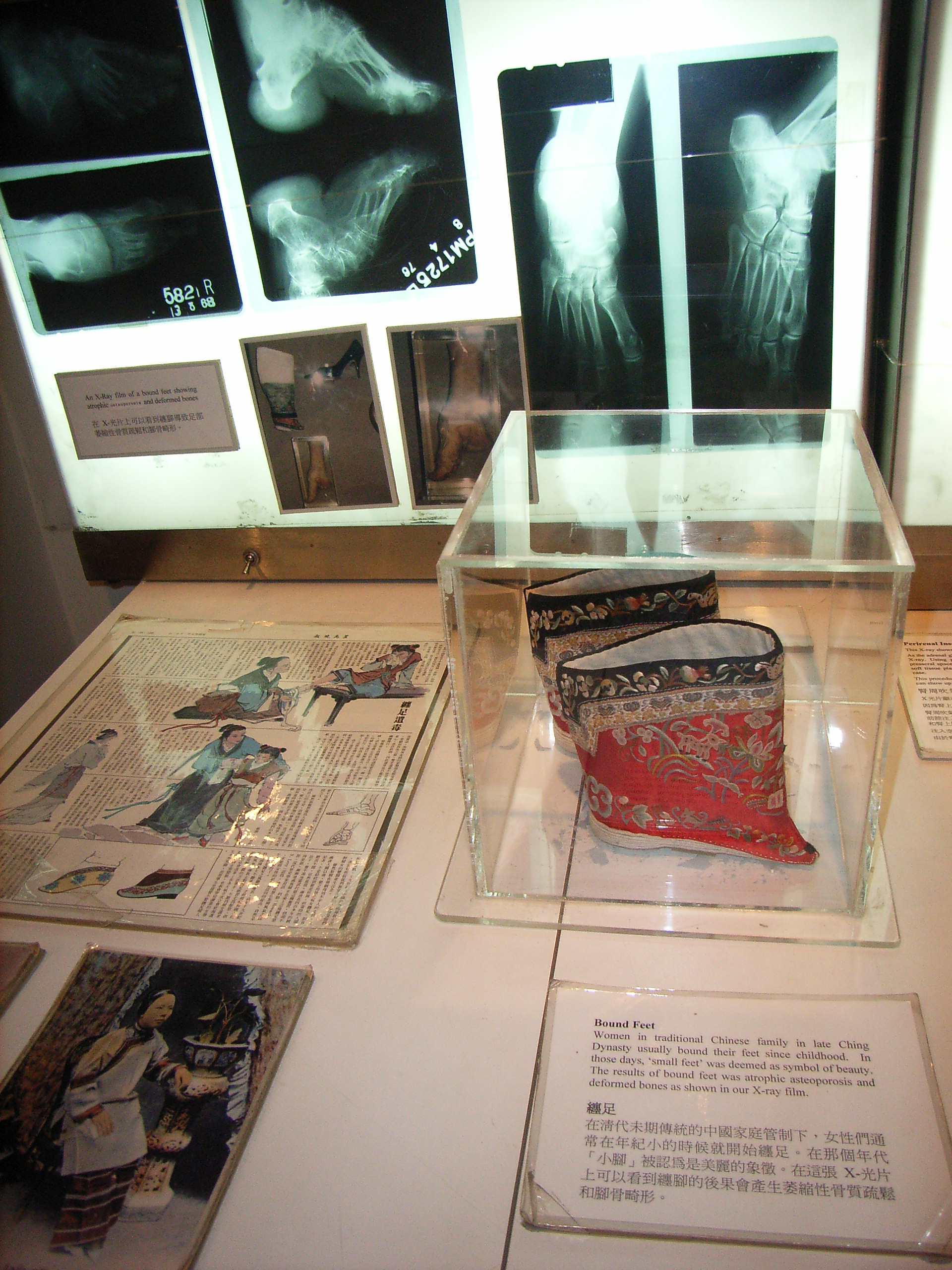
Chińska wystawa o krępowaniu stóp. Na pierwszym planie buciki

Krępowanie polegało na owijaniu stóp bandażem, tak aby zagiąć palce – z wyjątkiem wielkiego – w kierunku pięty, co doprowadzało do złamania kości śródstopia.
Zabieg zaczynano u dziewcząt w wieku 5–12 lat. Stopy owijano bardzo ciasno bandażem, a dziewczynie podawano dietę, która miała wywołać zmiękczenie kości, co ułatwiało złamanie i deformację. Bandaż co tydzień owijano ciaśniej. Krępowanie było źródłem wielkiego bólu. Chińskie przysłowie mówi: Piękność wymaga cierpienia; każda para zabandażowanych stóp kosztuje wannę łez. Powstające na skutek złamania otwarte rany niosły ryzyko zakażenia i powikłań. Szacuje się, że umierało od nich co najmniej 10 procent dziewcząt.
Stopy trzeba było owijać bandażem do końca życia. Jeżeli zabieg wykonano niepoprawnie, były one dla właścicielki źródłem przewlekłego bólu. Czasem zabieg wywoływał częściowy paraliż lub zanik mięśni (atrofię). Kiedy w komunistycznych Chinach pod groźbą śmierci nakazano kobietom zrezygnować z krępowania, stopy niektórych z nich urosły o kilka centymetrów.

## Fetysz i krytyka
Najwcześniejszym znanym przeciwnikiem obyczaju krępowania był w czasach dynastii Song pisarz nazwiskiem Che Ruoshui. W XVII wieku z praktyką bandażowania stóp bezskutecznie walczyli Mandżurowie z dynastii Qing. Edykt cesarza Kangxi zakazujący krępowania został wycofany po kilku latach jako martwe prawo, a mandżurskie dziewczęta wkrótce same zaczęły naśladować Chinki. Krępowanie potępiali Li Ruzhen (autor feministycznej powieści Jinghuayuan z 1825 r.), Yuan Mei (1716–1799) oraz Yu Zhengxie (1775–1840). Gorącym przeciwnikiem krępowania był Sun Jat-sen, ojciec Republiki Chińskiej, który w dzieciństwie bezradnie oglądał cierpienia siostry. Do zniesienia obyczaju przyczynili się także zachodni misjonarze. Zwyczaj był także krytykowany przez feministów.
Lin Yutang, autor znanego anglojęzycznego opracowania o Chinach My Country and My People z 1935 r. broni krępowania, wskazując na jego erotyczny podtekst. Jego zdaniem kobiety łatwo poddały się tej praktyce, żeby skuteczniej uwodzić mężczyzn (dlatego też matki łatwo godziły się na cierpienia córek).